# Césario Ximenes Belo

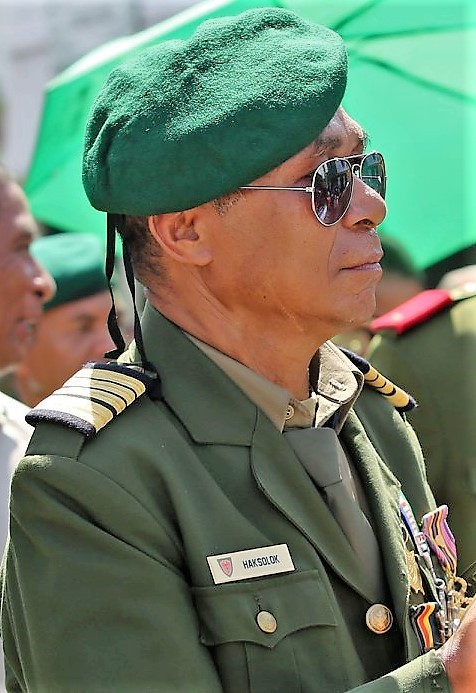
Oberst Césario Ximenes Belo (2020)

Césario Marçal Ximenes Belo, Kampfname Haksolok (deutsch fröhlich), ist ein osttimoresischer Soldat der Verteidigungskräfte Osttimors. Er führt derzeit den Rang eines Obersts (Stand 2020).
Von 2016 bis 2018 war Belo als Oberstleutnant Kommandant der Militärpolizei. Vom 15. Juli 2019 bis 2022 war er Kommandant des Ausbildungs- und Trainingszentrums (Komponente Sentru Formasaun no Treinu/Centro Formacão e Treino CFT) in Metinaro.